# Opinion de Charles Darwin sur la religion
 (décembre 2015).
Si vous disposez d'ouvrages ou d'articles de référence ou si vous connaissez des sites web de qualité traitant du thème abordé ici, merci de compléter l'article en donnant les références utiles à sa vérifiabilité et en les liant à la section « Notes et références ».
Les travaux de Charles Darwin ont joué un rôle essentiel dans la compréhension des mécanismes de l'évolution biologique. On s'est donc penché avec beaucoup d'intérêt sur ce qu'il pensait de la religion qui part généralement du principe quʼHomo sapiens est une création divine et non naturelle.
Charles Darwin a été élevé dans un milieu non-conformiste, mais a fréquenté une école dépendant de l'Église anglicane. Il a étudié la théologie anglicane dans le but d'embrasser une carrière ecclésiastique, avant de participer à l'expédition du HMS Beagle. Au retour, il a mis au point sa théorie de la sélection naturelle en se rendant parfaitement compte qu'il entrait en conflit avec l'argument téléologique. Il a continué à aider son église locale et à travailler pour la paroisse mais, le dimanche, il avait l'habitude de se promener pendant que sa famille assistait aux offices. Pourtant, au moment où il écrivait L'Origine des espèces il était encore théiste, convaincu de l'existence de Dieu comme Cause première.
Vers la fin de sa vie, on interrogeait souvent Darwin sur ses vues religieuses. Tout ce qu'il disait en ce sens était que « la Science n'a rien à faire du Christ, tout au plus l'habitude de la recherche scientifique rend un homme prudent quand il s'agit d'admettre une évidence. Personnellement, je ne crois pas qu'il y ait jamais une révélation. Au sujet d'une vie future, chacun doit juger pour lui-même entre des probabilités vagues et qui se contredisent. » Pourtant, il a toujours insisté sur le fait qu'il était agnostique et « n'avait jamais été athée ».

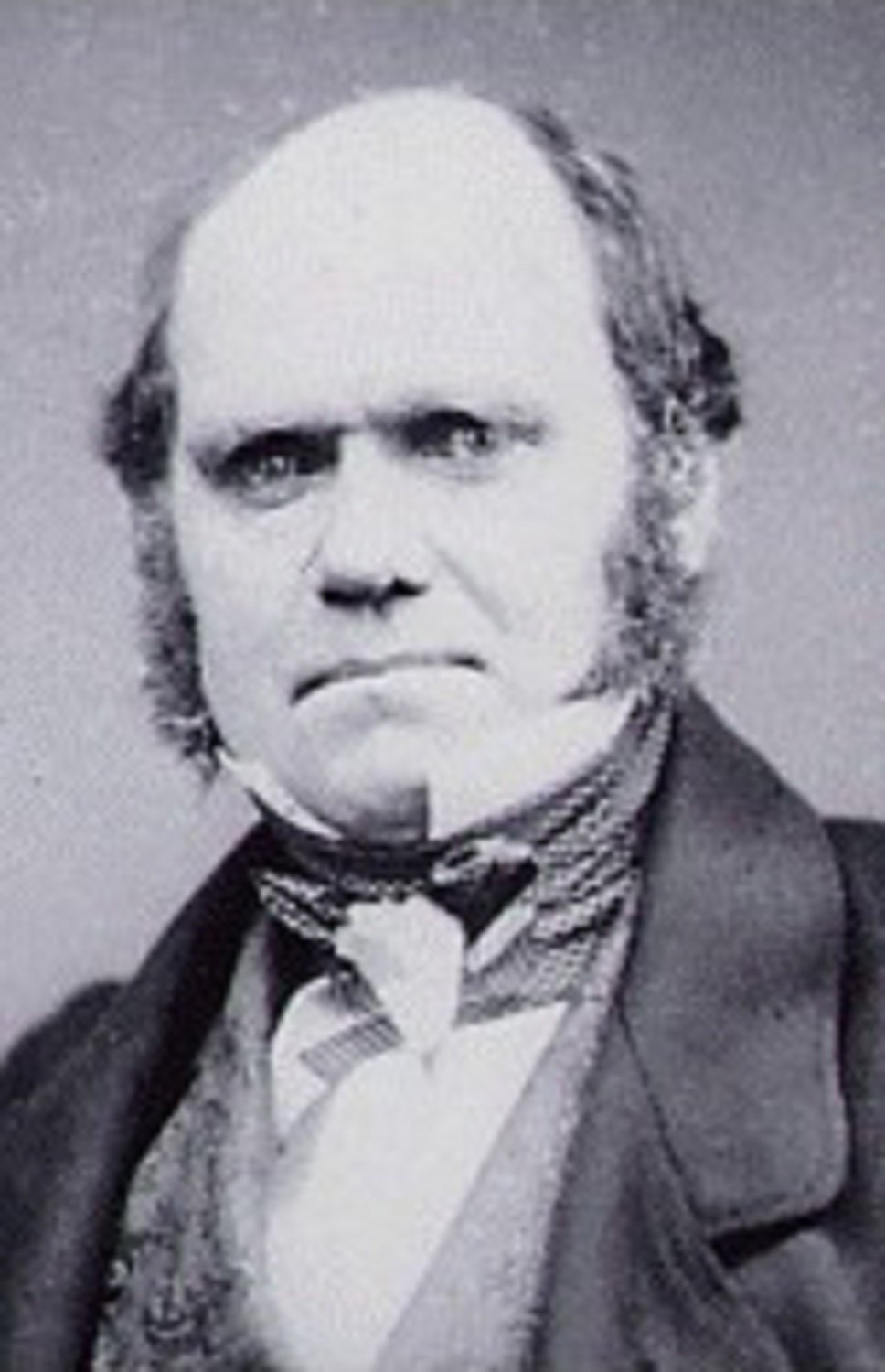
Charles Darwin (1809 — 1882), proposa une théorie de l'évolution par la sélection naturelle.

## L'environnement religieux de Darwin
Charles Darwin est né pendant les guerres napoléoniennes le 12 février 1809 et en a subi les conséquences, c'était une époque conservatrice où les Tories tenaient en main le gouvernement, associés de près à l'Église établie, la High Church d'Angleterre, et ils réprimaient le radicalisme, mais sa famille gardait le souvenir du siècle précédent et des Lumières, quand une multitude d'églises non-conformistes professaient sur le christianisme des interprétations différentes. Tant chez les Darwin que chez les Wedgwood sa parenté, fort nombreuse, soutenait les Whigs et était fermement unitarienne, même si l'un de ses grands-pères, Erasmus Darwin, avait été libre-penseur. Ses parents avaient beau avoir été assez sensibles à la pression sociale pour faire baptiser Charles dans l'Église d'Angleterre, sa pieuse mère emmenait les enfants à la chapelle unitarienne. Elle mourut quand Charles n'avait que huit ans, et il entra alors comme pensionnaire à l'École de Shrewsbury, une public school qui dépendait de l'Église d'Angleterre.

### Édimbourg - études de médecine et théorie de Lamarck sur l'évolution
En Angleterre les deux universités d'Oxford et de Cambridge dépendaient de l'Église d'Angleterre et obligeaient les étudiants à signer les Trente-neuf articles de la foi anglicane ; c'est pourquoi les non-conformistes anglais envoyaient leurs enfants dans les universités écossaises qui jouissaient d'une meilleure réputation dans des domaines comme la médecine. Charles commença ses études supérieures à l'Université d'Édimbourg et, alors qu'il s'initiait à la médecine, il s'intéressa vivement à l'histoire naturelle et Robert Edmund Grant lui parla du lamarckisme et de l'évolutionnisme.
L'histoire naturelle s'était construite sur l'idée que les différentes sortes de plantes et d'animaux proclamaient les merveilles de la création divine, et qu'il était donc bon de les étudier et d'en dresser le catalogue des espèces. À l'époque de Darwin il était fréquent que les hommes d'Église fussent naturalistes, bien que les découvertes scientifiques eussent déjà ouvert de nouvelles idées sur la création. Les Églises établies (d'Angleterre et d'Écosse) et les universités anglaises continuaient à insister sur la création miraculeuse des espèces et la distinction entre l'homme et les créatures inférieures, mais l'Église unitarienne rejetait un tel enseignement et allait jusqu'à proclamer que l'esprit humain est soumis aux lois physiques. Erasmus Darwin était allé plus loin et dans sa Zoönomia il se demandait que… si l'on n'avait pas le droit d'imaginer que tous les animaux à sang-chaud n'étaient pas sortis d'un simple filament, que la grande Cause première avait rangé dans le règne animal… mais avec la faculté de s'améliorer sans cesse par une activité propre inhérente en lui-même et de transmettre ces améliorations à sa postérité par le phénomène de génération, un monde sans fin! C'était anticiper le lamarckisme.

### Cambridge - entrethéologieetgéologie
Robert, le père de Charles, avait pu suivre son propre père Erasmus dans la libre-pensée aussi bien que dans la pratique médicale, il n'en faisait pas étalage. Ayant constaté que Charles n'était pas capable de persévérer dans les études médicales, il vit pour lui un métier possible en achetant aux enchères un poste de curé anglican dans une paroisse rurale. Au début Charles était hésitant, mais comme il devait écrire plus tard : « L'idée me plaisait d'être curé de campagne. C'est pourquoi je lus attentivement Pearson on the Creed (Ce que doit croire un pasteur) et quelques autres livres sur la divinité ; et comme je n'avais pas alors la plus petite ombre de doute quant à la vérité absolue et littérale de chaque mot de la Bible, je me persuadai bien vite que nos Principes devaient être pleinement acceptés. » Il obéit donc à son père en s'inscrivant au Christ's College de Cambridge pour obtenir le Baccalauréat ès Arts qui était requis.
Il assista au cours d'histoire naturelle du Revd. John Stevens Henslow qui lui donnait en outre des leçons particulières de théologie et Charles s'intéressa particulièrement aux écrits du Revd. William Paley. Preuves du Christianisme et Philosophie Morale et Politique de Paley étaient les textes d'étude. Darwin a écrit :
« Je pourrais recopier la totalité des Preuves avec une parfaite exactitude, mais évidemment pas dans la langue limpide de Paley… Je ne crois pas avoir jamais admiré davantage un livre plus que la Théologie Naturelle de Paley. À ce moment-là j'aurais pu le réciter presque par cœur. »
Dans la Théologie Naturelle, Paley voyait une preuve rationnelle de l'existence de Dieu dans l'adaptation parfaite des êtres vivants placés de façon judicieuse par la providence là où ils devaient l'être au sein d'un monde harmonieux, prouvant le dessein bienveillant d'un Créateur. Contre les idées de Grant et d'Erasmus Darwin, cela convainquit Charles et l'encouragea à s'intéresser à la science.
À cette époque Cambridge reçut brièvement la visite de deux « radicaux », Richard Carlile et Reverand Robert Taylor, qui faisaient une sorte de tournée missionnaire hérétique, ce qui provoqua une agitation avant qu'ils fussent expulsés, et on devait rappeler ce Taylor à Charles comme « le Chapelain du Diable », exemple d'un paria de la société qui avait défié le Christianisme et avait été emprisonné pour blasphème.

### Voyage sur leBeagle
Avant de quitter Cambridge, Charles étudia la géologie sous la direction du Revd. Adam Sedgwick, puis il eut l'occasion de se joindre à une expédition d'exploration comme compagnon de voyage du capitaine Robert FitzRoy sur le HMS Beagle. Avant de quitter l'Angleterre FitzRoy donna à Darwin un exemplaire du premier volume des Principes de Géologie de Charles Lyell.
La science des strates géologiques allait se développant et la découverte de fossiles représentant des espèces éteintes semblait contredire le récit biblique de l'arche de Noé, mais on arrangeait tout grâce à des théories comme le catastrophisme qui posait en principe une série d'inondations monstrueuses, chacune suivie par la création ex nihilo de nouvelles espèces. Le livre de Lyell expliquait ces strates comme le résultat d'un processus graduel s'étendant sur de très longues périodes et, dans le deuxième volume, il expliquait les extinctions par une « succession de morts brutales » à la suite desquelles de nouvelles espèces étaient créées. Rentré chez lui, Darwin écrivit plus tard qu'il « voyait » la forme des terrains comme s'il avait eu les yeux de Lyell. À cette époque FitzRoy partageait apparemment cette façon de voir mais, pendant le retour du Beagle, il rédigea pour son compte une section du voyage dans laquelle il se rétractait, et il expliquait sérieusement qu'il était revenu à une lecture littérale de la Bible, dans laquelle il interprétait les couches rocheuses placées au sommet des montagnes et contenant des coquilles marines comme la preuve du Déluge, et il écartait l'idée d'étendre sur de longues périodes les six jours de la création parce que la végétation, l'herbe et les arbres auraient disparu au cours de si longues nuits. Au contraire, Darwin avait élaboré alors sur la formation des atolls de corail une théorie nouvelle et convaincante qui appuyait les idées de Lyell.

## Darwin perd la foi
Dans sa dernière autobiographie privée, Darwin a écrit au sujet de ce temps-là :
« Tout le temps que j'étais à bord du Beagle (d'octobre 1836 à janvier 1839) j'étais absolument orthodoxe et je me souviens que plusieurs des officiers, pourtant d'une parfaite orthodoxie, riaient volontiers de moi parce que je citais la Bible comme une autorité sans réplique sur tel ou tel point de morale. Je suppose que c'était la nouveauté de l'argument qui les amusait. Mais à cette époque j'étais progressivement venu à voir que l'Ancien Testament, avec son histoire du monde évidemment fausse, avec la Tour de Babel, l'arc-en-ciel comme un signe etc. etc. et le fait qu'il attribuait à Dieu les sentiments d'un tyran vindicatif, ne méritait pas plus d'être cru que les livres sacrés des Hindous, ou les croyances de n'importe quel barbare. »
Dans ses recherches pour expliquer ses observations, au début de 1837 Darwin spéculait sur la transformation des espèces et écrivait « ma théorie ». Ayant résolu de se marier, il rendit visite à sa cousine Emma le 29 juillet 1838 et lui exposa ses idées sur le transformisme. Le 11 novembre il revint et lui fit sa demande en mariage. Encore une fois il lui expliqua ses idées et elle lui écrivit ensuite en le suppliant de lire dans l'Évangile de Jean « le discours d'adieu de notre Sauveur à ses disciples », un passage sur le chemin à suivre qui dit : « Aimez-vous les uns les autres » (13:34), puis décrit Jésus comme le Verbe incarné, disant « Je suis le chemin, la vérité, et la vie. Nul ne vient au Père que par moi » (14:6) et donne cet avertissement :
« Si quelqu'un ne demeure pas en moi, il est jeté dehors, comme le sarment, et il sèche ; puis on ramasse les sarments, on les jette au feu, et ils brûlent. » (15:6).
La chaleur de sa réponse atténua l'inquiétude du cœur d'Emma, mais cette tension devait persister. Emma craignait que son manque de foi pût signifier qu'ils ne seraient pas ensemble dans la vie éternelle ; et comme par la suite l'incrédulité ne cessa de croître chez Darwin, il en vint à se dire :
« J'ai peine à croire comment quelqu'un pourrait souhaiter que le Christianisme fût vrai ; car en pareil cas la langue simple de ce texte semble montrer que les hommes qui ne croient pas – et parmi eux mon père, mon frère et presque tous mes meilleurs amis – seront punis éternellement. Et c'est une doctrine abominable. »
Darwin s'intéressait aux idées de « lois d'harmonie » naturelles et il fit des recherches sur la reproduction chez l'animal. Ayant lu la 6e édition revue de l'Essai du Révérend Thomas Malthus sur le Principe de Population, vers la fin de novembre 1838 il compara les éleveurs qui choisissaient des caractéristiques à une Nature malthusienne qui choisissait parmi les variantes qui surgissaient par hasard en sorte que « chaque partie de la structure nouvellement acquise fût complètement expérimentée et perfectionnée », et il pensait que c'était là « la plus belle partie de [sa] théorie ». Il était bien conscient de la controverse que sa théorie allait provoquer et de la réaction probable de l'establishment scientifique dont il essayait de faire partie ; il restait donc très prudent, en tenant compte de tous les arguments possibles contre sa théorie et en la discutant avec des amis. Comme Richard Millner l'a écrit : « Dans ses cauchemars Darwin se voyait décapité ou pendu ; il se disait qu'une conviction qui allait ainsi contre l'autorité biblique équivalait à l'aveu d'un meurtre. » (Encyclopédie de l'Évolution (1990), p. 113). Il écrivit lui-même à son ami Joseph Dalton Hooker : « Je suis presque convaincu… que les espèces ne sont pas (c'est comme avouer un meurtre) immuables. »

### Mort d'Annie
À la fin juin 1850, Annie, sa fille de neuf ans, une enfant brillante qui était sa préférée et son réconfort, tomba malade et mourut le 23 avril 1851 après une pénible maladie.
Pendant cette longue maladie d'Annie, Darwin avait lu des livres de Francis Newman, un évolutionniste unitarien qui appelait à une nouvelle synthèse post-chrétienne et écrivait que « la souffrance d'un enfant est un mal infini ». Avec la mort d'Annie Darwin perdit les dernières lueurs de sa foi en un dieu bienfaisant et vit la vanité du christianisme. Il écrivit à cette époque : « Notre seule consolation est qu'elle a passé une vie heureuse, même si elle a été courte. » Depuis trois ans il réfléchissait à la signification chrétienne de la mort et il en était venu à une nouvelle vision, tragique, de la nature.
Le dimanche Emma emmenait les enfants à l'église. Après la mort d'Annie, Darwin allait quelquefois avec eux jusqu'au lychgate (en) du cimetière et ensuite il allait se promener. Pendant l'office, Emma continuait à regarder devant elle quand l'assistance se tournait pour regarder l'autel pendant le Credo, restant ainsi fidèle à sa foi unitarienne.

### L'Origine des espèces
Darwin continua à éviter la controverse publique et à accumuler les preuves qui soutenaient sa théorie contre les objections qu'il attendait. En 1858 ayant appris qu'Alfred Russel Wallace avait maintenant une théorie semblable à la sienne, Darwin se vit contraint de publier sa théorie plus tôt et en collaboration. La réaction de l'opinion, même après la publication de L'Origine des espèces en 1859, fut plus modérée qu'il l'avait craint. En 1860 sept théologiens anglicans libéraux provoquèrent un enthousiasme beaucoup plus grand en publiant un manifeste intitulé Essais et Révisions dans lequel ils cherchaient à mettre à la disposition du lecteur ordinaire la critique textuelle de la Bible, en même temps qu'ils soutenaient Darwin. Leur nouvelle « Critique radicale » représentait « le triomphe du discours rationnel du logos sur le mythe. » On soutenait qu'il ne fallait pas lire la Bible de façon purement littérale, en la transformant de la sorte en « un croque-mitaine pour fondamentalistes chrétiens… mais c'était seulement parce que les Occidentaux avaient perdu la signification originelle du mythe. »
Les fondamentalistes chrétiens étaient aussi bruyants et, dans une lettre de 1860 à son collaborateur Asa Gray, Darwin exprimait ses doutes au sujet de l'argument téléologique qui voyait dans la nature une preuve de l'existence de Dieu :
« En ce qui concerne l'aspect théologique de la question, il est toujours pénible pour moi. Je suis déconcerté. Je n'avais aucune intention d'écrire en faveur de l'athéisme mais, où que je regarde autour de nous, j'avoue qu'il m'est impossible de voir aussi clairement que d'autres, et comme je le voudrais bien, la preuve d'un dessein et d'une bienveillance. Il me semble qu'il y a trop de misère dans le monde. Je ne peux pas me persuader qu'un dieu bienveillant et tout-puissant aurait créé exprès les ichneumonidés dans l'intention qu'ils se nourrissent du corps vivant de chenilles ou le chat pour qu'il jouât avec les souris… D'un autre côté, en revanche, je ne peux pas me contenter de voir cet univers magnifique et surtout la nature de l'homme et conclure que tout cela n'est que le résultat de forces brutes. Je suis disposé à regarder toute chose comme provenant de lois faites à dessein, mais dont les détails, soit bons soit mauvais, auraient été abandonnés à ce que nous pouvons appeler le hasard. »
Dans son autobiographie écrite en 1876 il se souvenait qu'au moment où il rédigeait L'Origine des espèces la conclusion qu'il existait un dieu restait forte dans son esprit en raison de « l'extrême difficulté ou plutôt l'impossibilité de concevoir cet univers immense et magnifique, y compris l'homme avec sa capacité de regarder au loin dans le passé et dans le futur, comme le résultat d'un hasard ou d'une nécessité aveugle. Quand je réfléchis ainsi, je me sens obligé d'imaginer une Cause première douée d'un esprit intelligent, analogue à un certain degré à celui de l'homme ; et je mérite d'être appelé théiste. »
Dans la seconde édition de L'Origine des espèces, afin de ne pas passer pour un athée, il ajoute dans les dernières lignes de la conclusion une louange au Créateur :
« Il est intéressant de contempler un rivage luxuriant, tapissé de nombreuses plantes appartenant à de nombreuses espèces abritant des oiseaux qui chantent dans les buissons, des insectes variés qui voltigent çà et là, des vers qui rampent dans la terre humide, si l'on songe que ces formes si admirablement construites, si différemment conformées, et dépendantes les unes des autres d'une manière si complexe, ont toutes été produites par des lois qui agissent autour de nous. (…)  N'y a-t-il pas une véritable grandeur dans cette manière d'envisager la vie, avec ses puissances diverses attribuées primitivement par le Créateur à un petit nombre de formes, ou même à une seule ? »
Par cet ajout, Darwin réintroduit à l'origine de la vie l'explication par les « créations spéciales » qu'il a réfutée tout au long du reste de l'ouvrage !

### La vie paroissiale à Downe
Bien qu'on le montre généralement en conflit avec l'Église d'Angleterre, Darwin apportait son aide à sa paroisse locale.
Quand il se fut installé à Downe, dans le Kent en 1842, Darwin aida au travail paroissial et devint un grand ami du Revd. John Innes qui entra en fonction en 1846. Darwin payait sa cotisation, était actif dans les actions de secours et a proposa la création d'une société de bienfaisance qui devint la Down Friendly Society (la Société charitable de Downe) dont il était le secrétaire et le trésorier. Sa femme Emma Darwin fut connue de tout le monde dans la paroisse, y travaillant d'une façon qu'on pourrait attendre d'une femme de pasteur et, autant que les maladies fréquentes dans sa propre famille le lui permettaient, elle distribuait des bons de pain à ceux qui avaient faim, « de petites sommes aux vieillards, des gâteries à ceux qui souffraient, en même temps qu'elle donnait des soins élémentaires de médecine. »
En 1864 Innes prit sa retraite dans une propriété dont il avait hérité dans les Highlands d'Écosse, en changeant son nom pour celui de Brodie Innes et en abandonnant la paroisse entre les mains peu sûres de son vicaire, le Revd. Stevens, car il restait toujours officiellement le curé. Le maigre traitement et l'absence d'un presbytère n'étaient pas faits pour attirer un pasteur de qualité. Innes fit de Darwin le trésorier de l'école de Downe et ils continuèrent à correspondre, Darwin cherchant aide et conseils auprès d'Innes sur les affaires paroissiales. Le Revd. Stevens se révéla négligent et s'en alla en 1867. Ses successeurs furent encore plus mauvais, l'un d'eux s'enfuit avec l'argent de l'école après que Darwin eut commis l'erreur de partager avec lui la tâche de trésorier. On prétend que le suivant eut mauvaise réputation en « se promenant avec des filles la nuit ». Darwin dut alors aider Innes par un vrai travail de détective, l'assurant par la suite que les potins dont Innes avait eu des échos ne s'appuyaient sur aucune preuve solide.
En novembre 1871 un nouveau curé, le Revd. George Sketchley Ffinden, reprit la paroisse ; il appartenait à la High Church, voulait tout réformer et commença à imposer ses idées. Darwin dut écrire à Brodie Innes, en expliquant le bouleversement dans la vie paroissiale. Ffinden s'appropria le contrôle de l'école du village qui avait été dirigée pendant des années par un comité composé de Darwin, de Lubbock et du prêtre en exercice, avec une « clause de conscience » qui protégeait les enfants contre l'endoctrinement anglican. Ffinden inaugura des leçons sur les Trente-neuf articles de la foi anglicane, une innovation mal vue des Baptistes qui avaient une chapelle dans le village. Darwin se retira du comité et cessa sa cotisation annuelle à l'église, mais continua son travail avec la Société de Bienfaisance.
Pendant deux ans Emma organisa dans l'école locale une salle de lecture pour l'hiver destinée aux travailleurs de l'endroit : pour un penny par semaine ils pouvaient fumer, s'amuser à des jeux, lire des « journaux convenables et quelques livres… une personne respectable était là chaque soir pour s'assurer que tout se passait bien. » C'était une possibilité donnée à tous pour empêcher ces hommes « de fréquenter le café ». En 1873 le Revd. Ffinden s'y opposa au prétexte qu'on y avait autorisé « à boire du café, à jouer au billard et à pratiquer d'autres jeux » ; en revenant le matin les enfants pouvaient voir des gens en train de fumer et de cracher. Emma fit intervenir Darwin pour obtenir l'accord des inspecteurs de l'éducation à Londres et, juste avant Noël 1873, les Darwin et leurs voisins, les Lubbock, reçurent l'accord du comité de l'école, qui offrait de payer pour toutes les réparations qui s'avéreraient nécessaires « afin de donner autant que possible à la classe ouvrière une chance de s'améliorer moralement tout en s'amusant ». Ffinden, furieux, tempêta qu'il était « tout à fait irrégulier » de la part des Darwin d'être allés voir les inspecteurs derrière son dos. En automne 1874 Darwin dit son fait à Ffinden et démissionna du comité de l'école, officiellement pour des raisons de santé.
À partir de ce moment Ffinden n'adressa plus la parole à aucun des Darwin et, quand deux conférences du soir furent proposées pour le village, en 1875, il fallut que Lubbock agît comme médiateur pour demander qu'on pût utiliser la salle de classe. Le comité donna son accord, mais Ffinden refusa de coopérer, en écrivant : « Cela faisait longtemps que j'avais remarqué les tendances hostiles à la religion révélée des opinions de M. Darwin, mais… j'avais pris la ferme résolution… de ne pas laisser ma différence d'opinion interférer avec les sentiments amicaux qu’on doit avoir envers des voisins, en espérant qu'avec le temps la grâce de Dieu pourrait amener à un meilleur esprit quelqu'un de si doué intellectuellement et moralement. » Darwin ne fit pas preuve de moins d'arrogance en face de lui, disant avec condescendance : « Si M. F nous présente ses excuses à Mme D. et à moi-même, nous les accepterons ». Ses querelles avec Ffinden, en même temps que ses discussions sur la sélection naturelle avec le catholique converti Mivart, ne firent qu'accroître son hostilité personnelle envers le christianisme. Pourtant, bien qu'ils fussent en désaccord sur la question de l'évolution et sur la politique, Brodie et lui restèrent bons amis.

## La religion considérée comme une caractéristique sociale évoluée
Dans son Origine de l'Homme de 1871 Darwin voyait nettement dans la religion et les « qualités morales » d'importantes caractéristiques sociales humaines dues à l'Évolution. Le rapprochement, fréquent dans tout le livre, de la « croyance en Dieu » et de la religion avec les thèmes des superstitions et du fétichisme peut laisser comprendre quel degré de vérité il assignait aux deux premières.
Dans l'introduction Darwin écrivait :
« L'ignorance engendre la confiance plus souvent que le fait la connaissance : ce sont les personnes qui savent peu et non celles qui savent beaucoup qui affirment de façon si tranchée que tel ou tel problème ne sera jamais résolu par la science. »
Dans la suite du livre il écarte un argument en faveur du caractère inné de la religion :
« Croyance en Dieu – Religion – Il n'existe aucune preuve que l'homme aurait dès l'origine possédé cette croyance si noble en l'existence d'un dieu tout-puissant. Au contraire il existe une preuve palpable, qu'on rencontre chez ceux qui ne se sont pas contentés de voyager rapidement chez les sauvages, mais qui ont habité longtemps au milieu d'eux, qu'il a existé et qu'il existe encore de nombreuses races qui n'ont pas la moindre idée d'un dieu ou de plusieurs, et qui n'ont aucun mot dans leurs langues pour exprimer une telle idée. La question n'a évidemment rien à voir avec la précédente, à savoir s'il existe un Créateur et une Règle de l'univers ; à cela il a été répondu par l'affirmative par certains des plus grands esprits qui aient jamais existé. »
« La croyance en Dieu a été souvent présentée comme non seulement la plus grande, mais la plus fondamentale de toutes les différences entre l'homme et les animaux inférieurs. Il est pourtant impossible, comme nous l'avons vu, de continuer à prétendre que cette croyance serait innée ou instinctive chez l'homme. Il est vrai cependant qu’une croyance en des forces spirituelles qui agiraient sur tout semble être universelle ; et elle semble le résultat d'un progrès considérable dans la raison humaine et d'un progrès incessant dans sa capacité d'imaginer, de s'interroger et de s'émerveiller. Je suis conscient que supposer qu'il existe une croyance instinctive en Dieu a servi à bien des gens comme un argument en faveur de son existence. Mais c'est un argument irréfléchi, puisqu'il nous obligerait à croire à l'existence d'un grand nombre d'esprits cruels, malfaisants et qui ne seraient qu'un peu plus puissants que l'homme ; en effet, la croyance en eux est bien plus générale qu'en une divinité bienveillante. L'idée d'un Créateur universel et bienveillant ne semble pas avoir surgi dans l'esprit d'homme, jusqu'à ce qu'il y eût été élevé par une longue tradition de culture. »

## Demandes de renseignements concernant ses conceptions religieuses
La gloire et les honneurs apportèrent à Darwin un torrent de questions sur ses conceptions religieuses, ce qui l'amena à dire que « dans toute l'Europe la moitié des imbéciles m'écrit pour me poser les questions les plus stupides. » Quelquefois il répliquait brutalement : « À mon grand regret je dois vous informer que je ne crois que la Bible soit une révélation divine et donc que Jésus-Christ soit Fils de Dieu » ; à d'autres moments il s'emportait moins, disant à un jeune comte qui faisait ses études auprès de Haeckel qu'il « ne croyait pas qu'il y eût jamais eu la moindre Révélation. Quant à une vie future, chacun doit juger pour soi entre des probabilités vagues qui se contredisent. » Il repoussa une demande de l'archevêque de Cantorbéry qui voulait qu'il rejoignît une « Conférence Privée » de scientifiques croyants visant à harmoniser la science et la religion, car il ne voyait « aucune perspective que cela fût profitable ».
Quand Brodie Innes lui fit parvenir un sermon de Edward Bouverie Pusey, Darwin répondit que l'Origine n'avait pas « le moindre rapport avec la Théologie », bien que quand il l'avait écrite sa propre « croyance en ce que l'on appelle un dieu personnel eût été aussi ferme que celle du Dr Pusey lui-même. » Brodie Innes déplorait les attaques théologiques « violentes et irréfléchies » contre son vieil ami, car même s'il y avait des désaccords, « que les choses iraient plus facilement si les autres personnes ressemblaient à Darwin et à Brodie Innes. »
Dans une lettre à un correspondant de l'Université d'Utrecht, en 1873, Darwin exprimait son agnosticisme :
« Je puis dire que l'impossibilité de concevoir que cet univers grand et admirable, avec nos personnalités conscientes, soit né par hasard, me semble l'argument principal en faveur de l'existence de Dieu; mais est-ce un argument d'une réelle valeur, je n'ai jamais été capable d'en décider. Je suis bien conscient que si nous admettons une cause première, l'esprit meurt toujours d'envie de savoir d'où elle est venue et comment elle est apparue. Je ne peux pas non plus écarter la difficulté que fait naître la somme immense de souffrance à travers le monde. Je suis, aussi, incité à respecter jusqu'à un certain point le jugement d'un grand nombre d'hommes remarquables qui ont cru à Dieu sans réserve ; mais là encore je vois que c'est un argument bien pauvre. La conclusion la plus sûre me semble être que cette question tout entière se situe hors des limites de l'intelligence humaine ; mais l'homme est capable de faire son devoir. »

### Prudence dans la publication, spiritisme
En 1873 George Darwin, le second fils de Darwin, composa un essai pour condamner vigoureusement la prière, les règles morales reposant sur Dieu et « les récompenses et les punitions dans l'autre monde ». Darwin lui écrivit : « Je vous conseillerais de vous abstenir de le publier pendant quelques mois, au moins, et à réfléchir alors si vous pensez que cela est assez nouveau et assez important pour contrebalancer le mal qu'il peut faire ; il faut se rappeler les montagnes de livres qui ont été publiés sur ce sujet. – le mal qu'il y a à faire de la peine aux autres, à porter atteinte à votre influence et votre utilité… C'est une vieille idée chez moi qu'il faut absolument qu'un jeune auteur ne publie… que ce qui est très bon et très nouveau… souviens-toi qu'un adversaire pourrait demander : « Mais qui est-il celui-là… pour livrer au monde ses opinions sur les sujets les plus profonds ? »… mais mon conseil c'est qu'il faut aller lentement, lentement, lentement. »
Quand on s'enthousiasmait pour le spiritisme, Darwin assista à une séance dans la maison d'Erasmus en janvier 1874, mais comme la pièce souffrait d'une mauvaise ventilation Darwin monta s'allonger, manquant le spectacle avec étincelles, bruits et table qui s'élevait au-dessus de la tête des participants. Alors que Galton pensait que la séance était réussie, Darwin écrivit plus tard : « le Seigneur ait pitié de nous tous, si nous devions croire à de telles inepties » et il dit à Emma qu'il s'agissait d'une « imposture du début à la fin » et qu'il « lui faudrait des preuves d'un poids énorme pour le faire changer d'avis ». À l'occasion d'une seconde séance Huxley et George se rendirent compte que Williams n'était rien qu'un imposteur, au grand soulagement de Darwin.
En 1876, concernant sa profession déclarée d'agnosticisme, Darwin écrivit : « Au début j'ai été amené… à la ferme conviction de l'existence de Dieu et de l'immortalité de l'âme. Dans mon Journal j'ai écrit, tandis que je me trouvais plongé dans la grandeur d'une forêt brésilienne, “il n'est pas possible d'exprimer toute l'intensité de l'émerveillement, de l'admiration et de la dévotion, qui remplissent et élèvent l'esprit.” Je me souviens bien comme j'étais convaincu qu'il y a dans l'homme plus que la simple respiration de son corps. Mais à présent les scènes les plus grandioses ne feraient plus surgir dans mon esprit aucune de ces convictions ni de ces sentiments."
En novembre 1878 George Romanes lui offrit son nouveau livre qui réfutait le théisme, Examen candide du Théisme par « Physicus », Darwin le lut avec un « très grand intérêt », mais sans être convaincu, en montrant que ses arguments n'excluaient pas un dieu qui aurait créé la matière et l'énergie au début de l'univers, en leur donnant une propension à évoluer. Si le théisme était vrai, « la raison ne pourrait pas être le seul instrument pour en vérifier la vérité ».

### Agnosticisme
En 1879 il reçut une lettre qui lui demandait s'il croyait en Dieu et si le théisme et l'évolution étaient compatibles. Il répondit qu'un homme « pouvait être théiste convaincu et évolutionniste », citant comme exemples Charles Kingsley et Asa Gray ; pour sa part, il n'avait jamais « été athée au sens qu'il aurait nié l'existence de Dieu ». Il ajoutait « je crois que d'une façon générale (et de plus en plus à mesure que je vieillis), mais pas toujours, le terme d'agnostique refléterait plus justement mon état d'esprit. »
Ceux qui combattaient la religion prenaient souvent leur inspiration chez Darwin et s'attendaient à recevoir son soutien en faveur de leur cause, mais il refusait fermement ce rôle. En 1880 eut lieu une grande controverse quand l'athée militant Charles Bradlaugh fut élu comme député mais empêché de prendre sa place à la Chambre des Communes. En réponse, le laïciste Edward Aveling fit une campagne de protestation à travers le pays. Quand il demanda par la suite la permission de consacrer un livre à Darwin et de lui dédier ses travaux, ce dernier déclina l'offre dans une lettre de quatre pages sur laquelle il avait marqué PRIVÉ, ajoutant que « bien que je défende vigoureusement la liberté de pensée sur tous les sujets, il m'apparaît encore (à tort ou à raison) que c'est à peine si les argumentations directes contre le christianisme et le théisme ont un effet sur le public; ce qui sert le mieux la liberté de pensée ce sont les lumières qui pénètrent peu à peu les esprits d'hommes à mesure que la science avance. C'est pourquoi j'ai toujours pris soin d'éviter d'écrire sur la religion et me suis confiné à la science. Il se peut malgré tout que j'aie été trop influencé par la douleur qu'auraient certains membres de ma famille, si j'aidais de quelque façon des attaques directes contre la religion. »
En Allemagne le darwinisme militant donnait à Darwin un statut de héros. Quand le docteur Ludwig Büchner, libre penseur bien connu, lui demanda une audience, il était persuadé que Darwin allait accueillir un grand allié. Pour Darwin il s'agissait d'un malentendu ridicule, mais il se sentit incapable de refuser. Emma, l'épouse de Darwin, fit savoir qu'elle souhaitait que leur invité « se retînt de manifester ses opinions très marquées sur la religion » et elle invita leur vieil ami, le Revd. Brodie Innes. Le jeudi 28 septembre 1881 Büchner arriva avec Aveling. Frank, le fils de Darwin, était présent lui aussi. Darwin dit spirituellement que « [Brodie] et moi sommes amis depuis 30 ans. Nous n'avons jamais été complètement d'accord sur quoi que ce fût, mais nous nous sommes regardés une bonne fois et avons cru qu'un d'entre nous devait être très malade ». Dans les discussions d'après dîner, d'une audace inhabituelle Darwin demanda à ses invités « Pourquoi vous dites-vous athées ? », disant qu'il préférait le mot « agnostique ». Aveling répondit que « agnostique » était seulement une façon plus polie de dire « athée » tandis qu'« athée » était une façon agressive de dire « agnostique ». Darwin répondit : « Quel besoin alors d'être si agressif ? » La libre-pensée est « quelque chose de très bien » pour les gens instruits, expliqua-t-il, mais les gens ordinaires sont-ils « mûrs pour cela ? » Aveling demanda où le monde en serait si « les vérités révolutionnaires de la sélection naturelle et de la sélection sexuelle » étaient restées confinées au « petit nombre capable de juger » et si Darwin avait retardé la publication de l'Origine. Il était sûr que « son exemple illustre » avait encouragé des libres-penseurs à crier la vérité « par-dessus les toits ». Darwin convint que le Christianisme « ne pouvait pas s'appuyer sur des preuves », mais il n'était arrivé à cette conclusion que lentement : « Je n'ai jamais renoncé au christianisme avant d'avoir atteint quarante ans ».

## Funérailles
Les funérailles de Darwin à l'Abbaye de Westminster manifestèrent un sentiment public de fierté nationale et les écrivains religieux, quelle que fût leur appartenance, louèrent son « caractère noble et sa poursuite passionnée de la vérité », l'appelant un « vrai gentleman chrétien ». En particulier les Unitariens et les free religionists, fiers de son éducation chez les dissidents, soutenaient ses vues sur la nature. L'unitarien William Carpenter présenta une résolution dans laquelle il louait Darwin d'avoir défait « les lois immuables du Gouvernement divin », en jetant la lumière sur « le progrès de l'humanité », et le prédicateur unitarien John Chadwick de New York écrivit que « le plus grand temple religieux de la nation avait ouvert ses portes et demandé d'entrer au Roi de la Science. »

## Autobiographie posthume
Darwin avait décidé de laisser des mémoires posthumes destinés à sa famille et, le dimanche 28 mai 1876, il commença des Souvenirs sur le Développement de mon esprit et de ma personnalité (Recollections of the Development of my mind and character). Il commença avec facilité ce récit sincère et intime, parlant de son enfance, de ses études à l'Université, de sa vie sur le Beagle et continuant avec son travail scientifique. Une section portant le titre « Convictions religieuses » débutait juste avant son mariage et exposait d'une façon franche son long désaccord avec Emma. Au début il n'avait aucune intention de renoncer à sa foi et avait essayé « d'inventer une preuve » qui vînt au secours des Évangiles, mais au moment précis où sa carrière ecclésiastique avait fini par mourir d'une « mort lente et naturelle », sa croyance dans le « Christianisme comme révélation divine » était morte elle aussi. « Des convictions intérieures et des sentiments » étaient nés de la sélection naturelle, comme de l'instinct de survie, et ils étaient inconciliables. Il se hâtait de voir l'histoire du point de vue d'Emma et rendait hommage à « votre mère tellement supérieure à moi dans chacune des qualités morales… ma sage conseillère qui m'a donné joie et réconfort ».
Cette autobiographie fut publiée après la mort de son auteur et les citations sur le christianisme furent omises par Emma, la femme de Darwin, et par leur fils Francis, parce qu'ils les jugeaient dangereuses pour la réputation du défunt. Ce n'est qu'en 1958 que Nora Barlow, une petite-fille de Darwin, a publié une version révisée contenant les passages omis. On y trouvait par exemple les déclarations suivantes :
« En continuant à réfléchir sur le fait qu'il faudrait les preuves les plus manifestes pour persuader tout homme sensé de la vérité des miracles sur lesquels est fondé le christianisme ; que plus nous connaissons les lois fixées par la nature plus il devient impossible de croire aux miracles ; que les hommes de ce temps-là étaient ignorants et naïfs à un point que nous n'arrivons presque plus à comprendre ; qu'il est impossible de prouver que les Évangiles ont été écrits à l'époque des événements qu'ils rapportent ; qu'ils diffèrent entre eux par une foule de détails importants, trop importants pour qu'on puisse les expliquer par les inadvertances ordinaires des témoins oculaires ; toutes réflexions que je ne donne pas comme nouvelles et dont je ne discute pas la valeur, mais qui m'ont influencé, j'en suis venu peu à peu à refuser de croire au christianisme comme à une révélation divine. Je tenais compte aussi du fait que beaucoup de fausses religions se sont répandues comme une traînée de poudre sur de grandes parties de la terre. Aussi belle que soit la moralité du Nouveau Testament, on peut difficilement refuser que sa perfection dépende en partie de l'interprétation que nous donnons maintenant à des métaphores et à des allégories.(p. 86)
C'est ainsi que l'incrédulité m'a envahi très lentement, mais au bout du compte d'une façon complète. Les progrès ont été si lents que je n'ai senti aucun désarroi et depuis n'ai jamais douté fût-ce une seconde que ma conclusion était exacte. (p. 87)
J'ai peine à croire comment quelqu'un pourrait souhaiter que le christianisme fût vrai ; car en pareil cas la langue simple de ce texte semble montrer que les hommes qui ne croient pas – et parmi eux mon père, mon frère et presque tous mes meilleurs amis – seront punis éternellement. Et c'est une doctrine abominable. (p. 87)
Le vieil argument du dessein dans la nature, tel que le donnait Paley, me paraissait autrefois des plus concluants, il tombe aujourd'hui après qu'a été découverte la loi de sélection naturelle. Nous ne pouvons plus soutenir que, par exemple, l'admirable charnière d'une coquille bivalve a dû être faite par un être intelligent, comme la charnière d'une porte par l'homme. Il semble qu'il n'y a pas plus de dessein dans la variabilité des êtres organiques et dans l'action de la sélection naturelle, que dans la façon dont le vent souffle. Tout dans la nature est le résultat de lois fixées à l'avance. (p. 87)
De nos jours (vers 1872) l'argument le plus ordinaire en faveur de l'existence d'un dieu intelligent est tiré de la profondeur des convictions et des sentiments intérieurs tels que les connaissent la plupart des gens. Mais comment douter que les hindous, les mahométans et d'autres pourraient argumenter de la même manière et avec autant de force en faveur de l'existence d'un dieu, ou d'un grand nombre de dieux, ou comme le font les bouddhistes de l'inexistence d'un dieu… Cet argument vaudrait si tous les hommes de toutes les races avaient la même conviction intérieure de l'existence d'un dieu : mais nous savons que c'est bien loin d'être le cas. C'est pourquoi je ne vois pas comment de telles convictions, de tels sentiments intérieurs auraient un poids quelconque pour prouver ce qui existe vraiment. (p. 91)
Il ne faut pas négliger non plus le fait que l'on inculque toujours aux enfants la croyance en un dieu, à une époque où leur cerveau n'est pas totalement formé. L'effet sur eux est si puissant, et comparable à un caractère hérité, qu'il serait aussi difficile pour eux de rejeter cette croyance que de faire disparaître chez un singe sa peur instinctive et sa haine des serpents. » (p. 93)

## L'histoire deLady Hope
Après la mort de Charles Darwin on a prétendu qu'il se serait converti au christianisme sur son lit de mort. De fait il n'avait jamais quitté officiellement l'Église, mais c'est une histoire qu'on racontait souvent sur les incroyants célèbres. Ces assertions ont été démenties par sa famille, mais elles n'en ont pas moins resurgi plusieurs fois, souvent répétées par des personnes qui obéissaient à des idées préconçues.